# Butler (Geòrgia)
Butler és una població dels Estats Units a l'estat de Geòrgia. Segons el cens del 2000 tenia 1.907 habitants.

## Demografia
Segons el cens del 2000, Butler tenia 1.907 habitants, 722 habitatges, i 488 famílies. La densitat de població era de 232,3 habitants per km².
Per edats la població es repartia de la següent manera: un 29,6% tenia menys de 18 anys, un 8% entre 18 i 24, un 24,9% entre 25 i 44, un 20,9% de 45 a 60 i un 16,6% 65 anys o més.
L'edat mediana era de 35 anys. Per cada 100 dones de 18 o més anys hi havia 72,7 homes.
La renda mediana per habitatge era de 22.105 $ i la renda mediana per família de 27.188 $. Els homes tenien una renda mediana de 30.000 $ mentre que les dones 20.603 $. La renda per capita de la població era de 13.522 $. Entorn del 28,9% de les famílies i el 35% de la població estaven per davall del llindar de pobresa.

## Poblacions més properes
El següent diagrama mostra les poblacions més properes.